# Li Shangyin
Dans ce nom, le nom de famille, Li (李), précède le nom personnel.
Pour les articles homonymes, voir Li.
Li Shangyin (chinois simplifié : 李商隐), ou Li Yishan, né en 812 ou 813, mort en 858, est un poète chinois de la fin de la dynastie Tang. 

## Biographie
Li Shangyin est dans un premier temps un admirateur de Han Yu, dont il imite le style. Après la mort de ce dernier, Li modifie son style et devenu un rédacteur réputé, entre au service de divers hauts fonctionnaires. Li Shangyin passe ensuite l'examen de doctorat en 837 et entre à l'académie Hanlin. Il poursuit sa carrière au service de différents personnages, avec des hauts et des bas, en fonction de l'influence des factions en faveur à la cour impériale. Déçu, il décide de se retirer à l'endroit où il est né, mais meurt en chemin, probablement en 858.

## Œuvre
La poésie de Li Shangyin se caractérise par son ambiguïté et sa technique très élaborée. 
Li Shangyin a laissé un volume de Notes (Li Yishan zasuan, ou Zacuan), composées de listes hétéroclites, dont il n'est pas impossible qu'elles soient la source des Notes de chevet de la Japonaise Sei Shōnagon. Les Notes de Li comprennent quarante et une listes, empreintes de moralisme. L'attribution de ce volume à Li Shangyin est toutefois douteuse.
Li Shangyin est aussi l'auteur d'une biographie du poète Li He, écrite une trentaine d'années après la mort de ce dernier.

### Traductions
- Li Yi-chan, Notes, trad. Georges Bonmarchand, Maison franco-japonaise pour la traduction française, 1955, rééd. Gallimard, 1992, préf. Pascal Quignard.
- Paul Demiéville (dir.), Anthologie de la poésie chinoise classique, Gallimard, « Poésie », 1962.